# Jazz Journalists Association
Die Jazz Journalists Association (JJA) ist eine internationale Vereinigung von Journalisten, Autoren und anderen Medienvertretern zum Thema Jazz mit dem Schwerpunkt USA und Kanada. Die JJA wurde 1986 in Chicago gegründet, dem Ort ihrer ersten jährlichen Versammlung. 2011 hatte sie ungefähr 500 Mitglieder. Sie veröffentlicht vierteljährlich die Zeitschrift Jazz Notes.
Die JJA vergibt seit 1997 in den beiden Hauptkategorien Jazz Musicians und Jazz Journalism jährlich Jazzpreise (JJA Awards), die im Juni in New York City verliehen werden.
Präsident ist seit 1993 Howard Mandel.